# Hyoscyamus malekianus
Hyoscyamus malekianus är en potatisväxtart som beskrevs av Ahmed Ahmad Parsa. Hyoscyamus malekianus ingår i släktet bolmörter, och familjen potatisväxter. Inga underarter finns listade i Catalogue of Life.